# سویتانا پروکوپووا
سویتانا پروکوپووا (انگلیسی: Svitlana Prokopova؛ زادهٔ ۳ ژانویهٔ ۱۹۹۳) ژیمناست ریتمیک اهل اوکراین است.
وی همچنین برندهٔ جوایزی همچون نشان شاهدخت اولگا شده‌است.